# Citroën U.K.

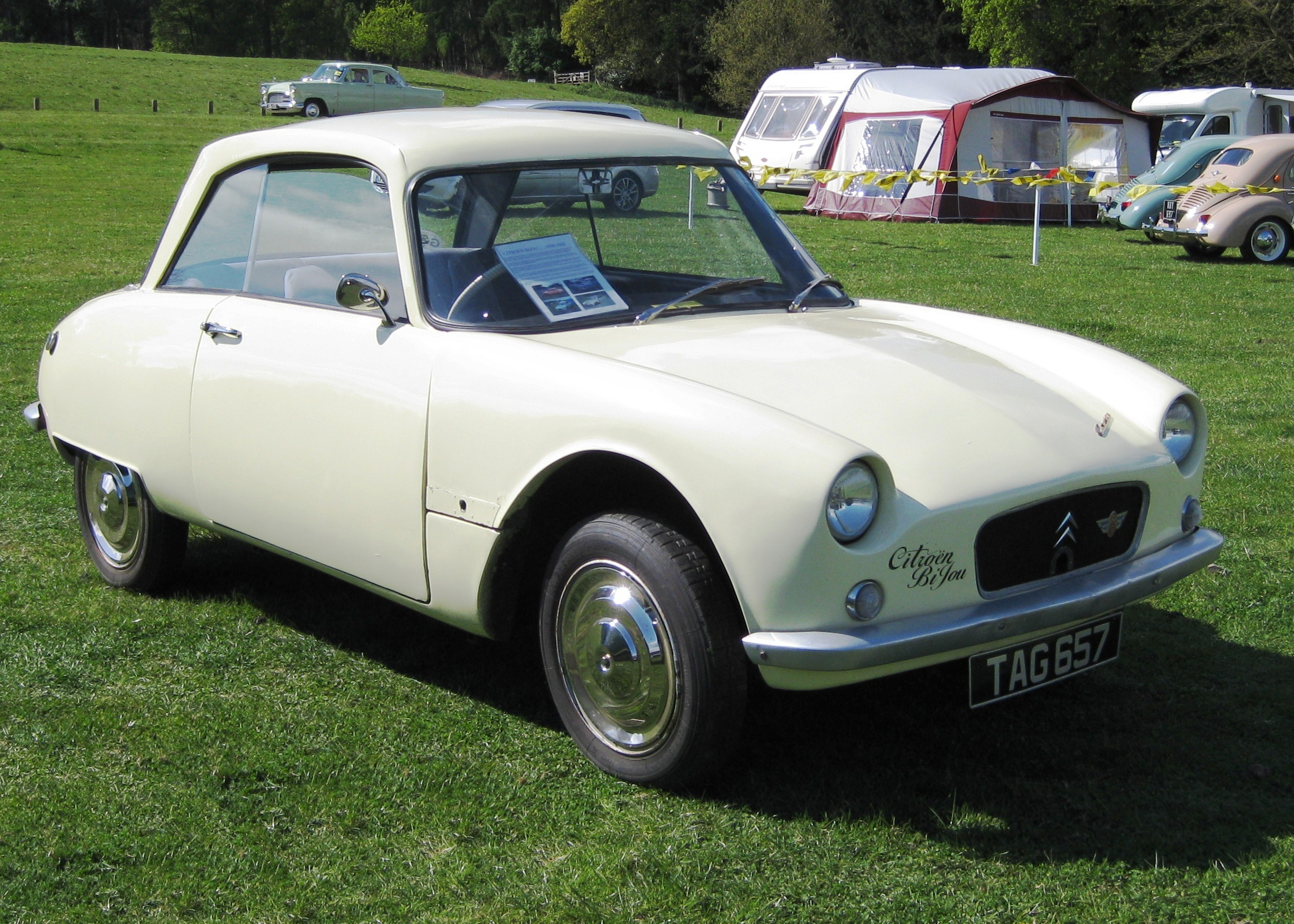
Citroën Bijou von 1961

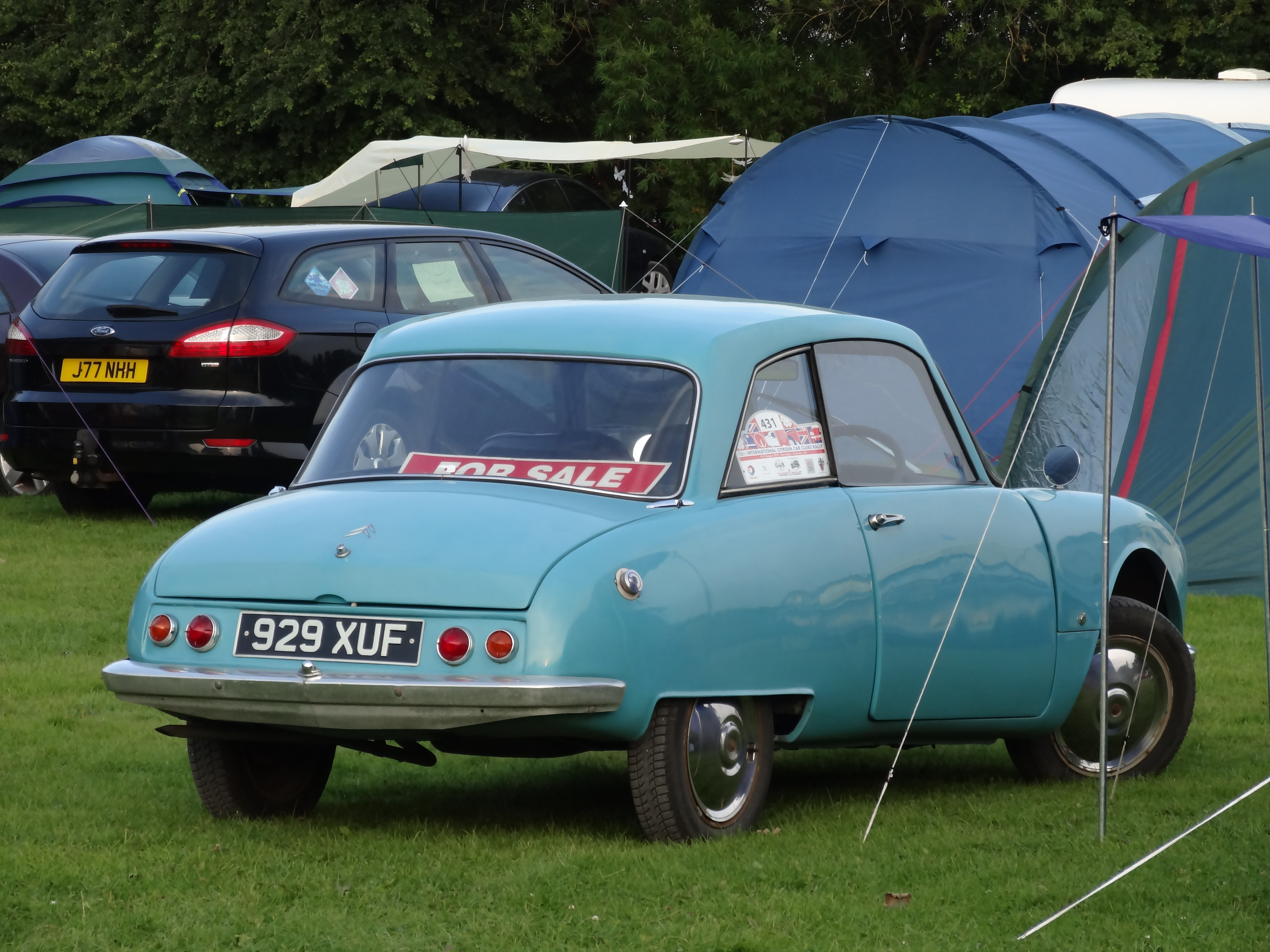
Heckansicht

Citroën U.K. Limited, zuvor Citroën Cars Ltd. und Citroën Gear Ltd. Co., ist ein britisches Unternehmen im Automobilbereich.

## Unternehmensgeschichte
André Citroën gründete 1913 die Zweigniederlassung Citroën Gear Ltd. Co. in Slough zur Produktion und Vertrieb von Zahnrädern. 1919 begann der Vertrieb von Automobilen von Citroën durch Gaston Limited aus London. Ab 1923 vertrieb Citroën Cars Limited aus London die Fahrzeuge. Am 18. Februar 1926 wurde in Slough ein Montagewerk für Automobile eröffnet. Die Montage von Fahrzeugen begann, die den französischen Modellen entsprachen. Allerdings hatten sie Rechtslenkung. Zwischen 1959 und 1964 entstand ein eigenständiges Modell. Der Markenname lautete Citroën. 1965 endete die Produktion. Seitdem ist es nur noch für den Vertrieb von Citroën-Fahrzeugen im Vereinigten Königreich zuständig. Die aktuelle Firmierung ist Citroën U.K. Limited. Der Firmensitz ist Pinley House, Sunbeam Way 2 in Coventry.

## Fahrzeuge
Der Citroën Typ C, Cloverleaf genannt, war das erste Modell. Es folgten der B 12, C 4 und C 6. Den Traction Avant gab es als Light Fifteen 12 HP, der dem 11 CV entsprach, und als Big Fifteen, der dem 15-Six entsprach. Auch der 2 CV und der DS wurde in England produziert.
Das einzige eigenständige Modell war der Citroën Bijou, der zwischen 1959 und 1964 entstand. Peter Kirwin-Taylor war der Designer. Auf das Fahrgestell des 2 CV wurde eine Coupé-Karosserie aus Kunststoff montiert. Das Fahrzeug war schwerer als das Original, daher auch langsamer. Der Neupreis lag über dem Preis eines Mini, der im gleichen Jahr präsentiert wurde. Der Markterfolg blieb gering.

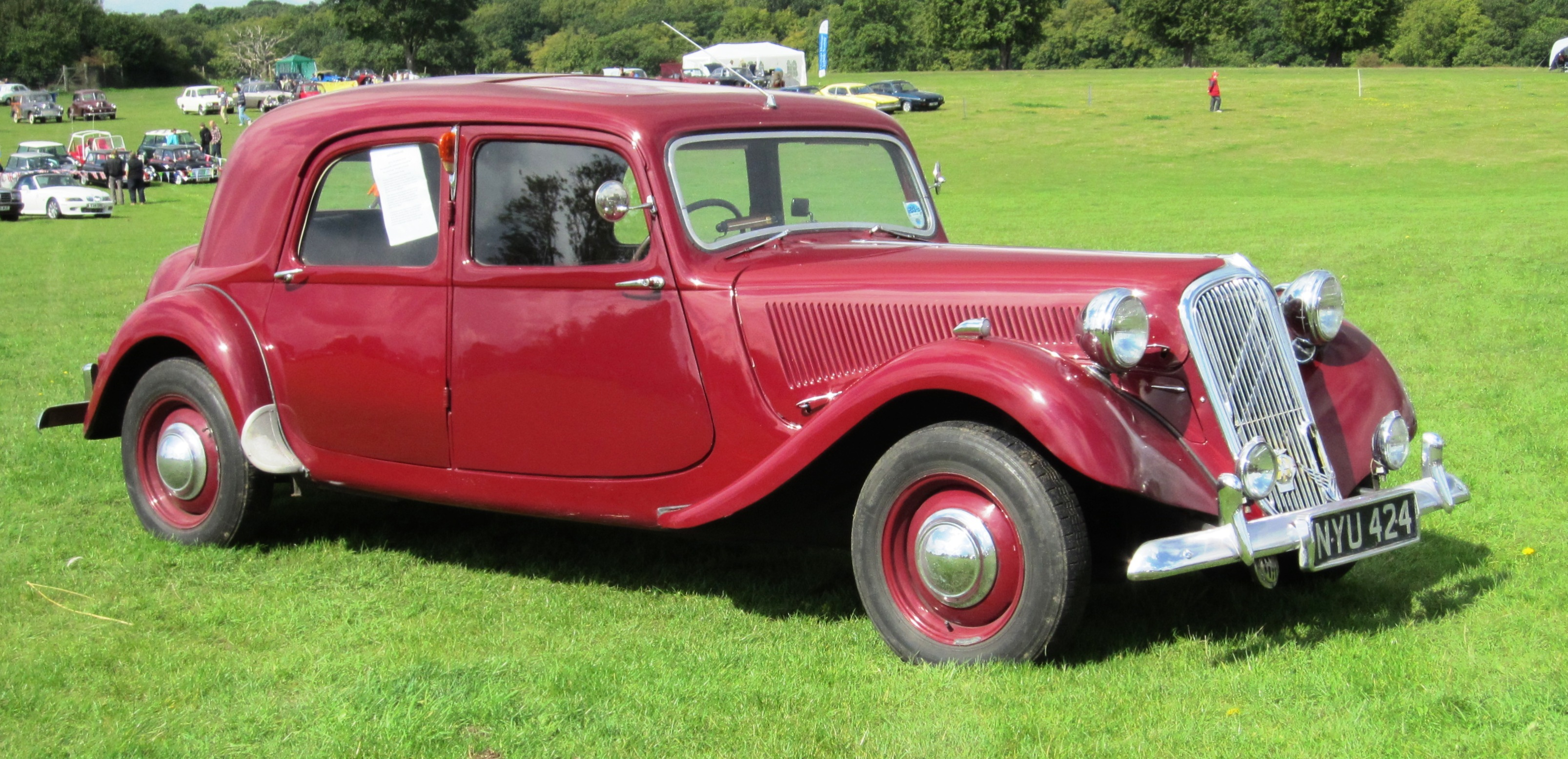
Citroën Traction Avant Big Fifteen
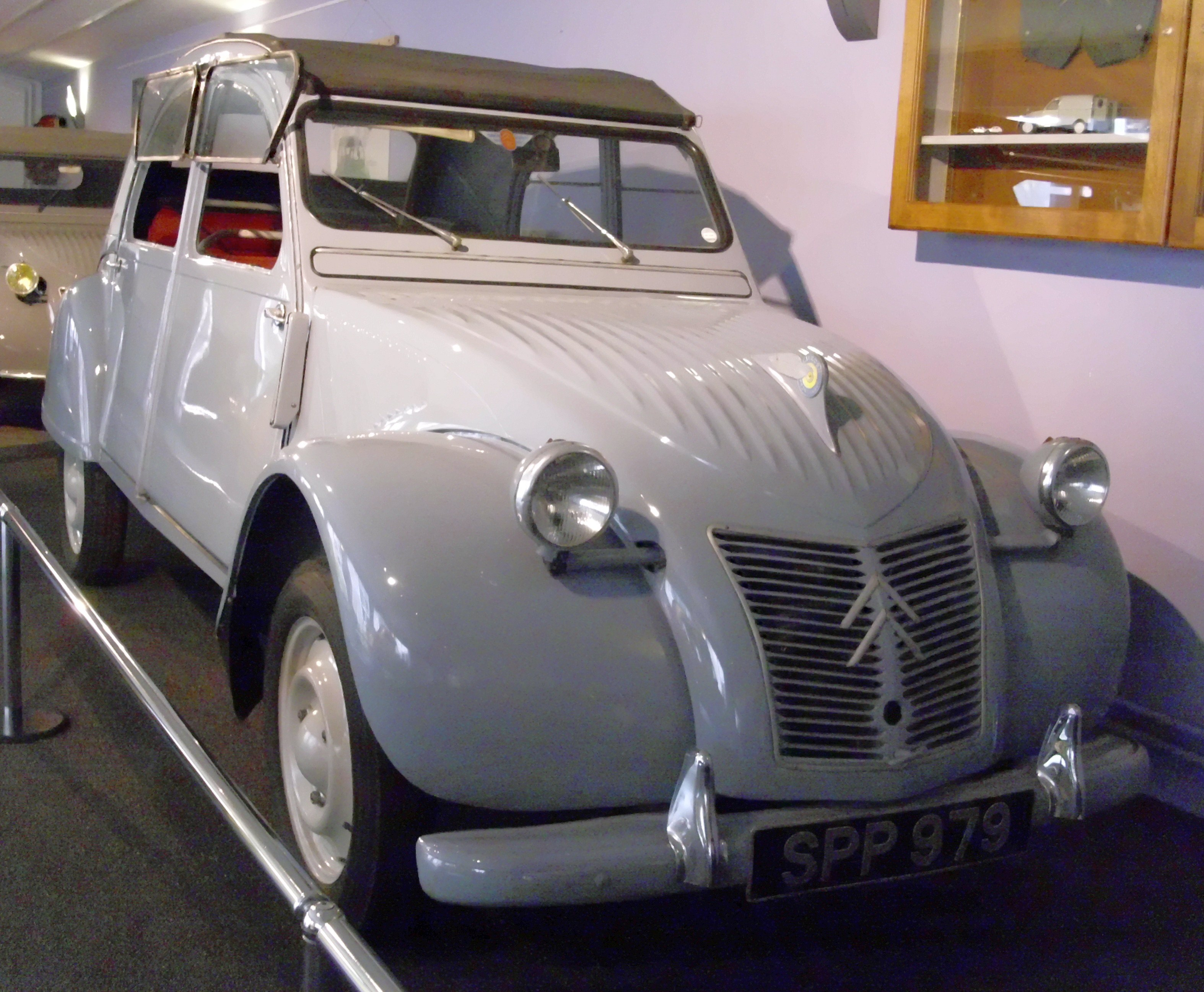
Citroën 2 CV von 1953